# Luc Frieden
Luc Frieden (Esch-sur-Alzette, 16 de setembre de 1963) és un advocat, executiu de negocis i polític luxemburguès, ex-ministre de Finances, de Justícia i de Defensa de Luxemburg. El setembre 2014 es va incorporar al Deutsche Bank com a vicepresident. És membre de la Comissió Trilateral.

## Biografia
Luc Frieden va completar l'escola secundària en el seu país d'origen a l'Ateneu de Luxemburg i posteriorment va rebre una educació universitària internacional a França, Regne Unit i en els Estats Units. Es va llicenciar en dret per la Universitat de Panteó-Assas. Va obtenir un màster en dret comparat de la Universitat de Cambridge i un altre màster en postgrau de dret de la Universitat Harvard.
A més a més de la seva llengua materna el luxemburguès, parla amb fluïdesa anglès, alemany, francès i té un bon coneixement de neerlandès.
Durant 15 anys, Frieden va exercir com a Governador del Banc Mundial i va actuar com a President de la Junta de Governadors del Fons Monetari Internacional i el Grup del Banc Mundial el 2013.